# Satellittelefon
En satellittelefon, eller satphone er en type af mobiltelefon der tager forbindelse til satellitter i stedet for til jordbaserede mobilmaster. Afhængig af strukturen af et specifikt system, kan dækningen være hele jorden eller kun specifikke regioner.
Det mobile udstyr, også kaldet en terminal, findes i mange forskellige afskygninger. Det første modeller af satellittelefoner havde en størrelse og vægt svarende til mobiltelefoner fra slutningen af 1980'erne og starten af 1990'erne, men som regel med en stor sammenklappelig antenne. Nyere satellittelefoner ligner mere almindelige mobiltelefoner i størrelsen, mens visse prototyper af satellittelefoner næsten er identiske til almindelige smartphones. Satellittelefoner er populære på ekspeditioner til fjerne egne hvor der ikke findes jordbaserede mobilsystemer.
En fast installation, som f.eks. på et skib, kan bestå af store og robuste moduler til rack-montering, og en styrbar parabolantenne på en mast, der automatisk følger satellitterne. Satellittelefoner har notorisk dårlig modtagelse indendørs, selvom det kan lade sig gøre at få ordentligt signal nær et vindue eller på øverste sal i en bygning med et tyndt tag. Telefonerne har normalt stik til en ekstern antenne, der normalt sættes uden på bygninger eller køretøjer. Visse systemer kan også bruge repeatere, meget lig dem man kender fra jordbaserede mobilsystemer.
I nogle lande, der styres af understykkende regimer som Burma, er det at eje en satellittelefon en forbrydelse, da deres signaler kan gå uden om lokale telesystemer og derved undgå censur og telefonaflytning. I Australien kan beboere i fjerne områder ansøge om tilskud fra staten til køb af en satellittelefon.

## Satellittelefon netværk

### Geosynkrone services
Nogle satellittelefoner bruger satellitter i geosynkront omløb. Disse systemer kan opretholde en næsten vedvarende global dækning med kun tre-fire satellitter, hvilket reducerer opsendelsesudgifter markant. Dog er de satellitter, der bruges i disse systemer, til gengæld meget tunge (ca. 5000 kg) og derfor meget dyre at bygge og opsende. Satellitterne befinder sig i en højde af ca. 35.000 km og der er derfor en markant forsinkelse ved opkald og dataforbindelser. Mængden af båndbredde, der er tilgængelig i disse systemer er betydeligt større end i lavt jordomløb (Low Earth Orbit) systemer. Alle de tre aktive systemer giver mulighed for trådløst satellit-internet ved brug af terminaler på størrelse med en laptop, med hastigheder mellem 60 kbits og 512 kbits.
En anden ulempe ved brug af geostationære satellitsystemer er, at i mange områder, selv med udsigt til et stort område af åben himmel, kan forbindelsen mellem telefonen og satellitten blive brudt af ting som stejle bjerge eller skove, og brugeren vil være nødt til at finde en højere lokalitet for at kunne bruge telefonen. Dette er ikke nødvendigt med LEO services – selv hvis signalet er blokeret af en forhindring, kan man bare vente i nogle få minutter indtil en anden satellit kommer forbi.
- ACeS – Denne lille regionale operatør leverer samtale og data service i Østasien ved brug af en enkelt satellit.

- Inmarsat – Den ældste satellittelefonoperatør, grundlagt i 1979. Oprindeligt leverede de store installationer til brug på skibe, men er fornylig begyndt at gå ind på markedet for håndholdte telefoner i samarbejde med ACeS. Firmaet operer med 12 satellitter. De tilbyder dækning på det meste af jorden, på nær de polare områder.

- Thuraya – Et system med base i UAE, der indtil for nylig opererede med en satellit. Tre satellitter er på nuværende tidspunkt (marts 2008) aktive og giver en dækning af det meste af Eurasien, Afrika og Australien med en smule overlap mellem to af satellitterne.

- MSAT / Mobile Satellite Ventures – Et amerikansk satellittelefonfirma, der bruger udstyr meget lig det INMARSAT bruger, men de har planer om at lancere en service med håndholdte telefoner magen til Thuraya i Amerika.

### Lavt jordomløb
LEO telefoner udnytter LEO (lavt jordomløb) satellitteknologi. En af fordelene er, at man kan tilbyde verdensomspændende dækning uden huller. LEO-satellitter omløber jorden med høj fart og lav højde med en omløbstid på ca. 70–100 minutter, en højde på 640 til 1120 kilometer. Da satellitterne ikke er geosynkrone, er de nødt til at lave hele omløb og desuden må firmaerne, for at garantere fuld dækning, sørge for at der hele tiden er mindst en satellit over et område.
To sådanne systemer, begge i USA, startede i slutningen af 1990'erne, men de gik begge hurtigt konkurs, da de ikke kunne få abonnenter nok til at finansiere opsendelsen af satellitter. De opereres nu af nye ejere, der købte de gamle aktiver for en brøkdel af den oprindelige pris, og planlægger at opsende satellitter, der kan udvide båndbredden.
- Globalstar – Et netværk, der dækker det meste af jorden ved brug af 44 aktive satellitter, dog er mange områder uden dækning da en satellit skal være i forbindelse med en jordstation. Satellitterne flyver i en skråt kredsløb på 52 grader og derfor dækkes de polare områder heller ikke. Netværket fik begrænset kommerciel service i 1999.

- Iridium – Et netværk med 66 satellitter i en polart omløb, og påstår at have global dækning. Kommerciel service startede i november 1998, men gik konkurs kort tid efter.

#### Sporing
LEO systemer have kan spore en mobil enheds lokalitet via dopplereffektberegninger fra satellitterne, dog har disse en fejlmargin på mere end 10 kilometer. På nogle Iridium telefoner kan koordinaterne findes via AT commands, mens visse nye Globalstar-håndsæt kan vise dem på skærmen.

## Envejs service
Visse satellittelefonnetværk tilbyder en envejs pagingkanal, der kan advare brugere i dårligt dækkede områder om et indkommende opkald. Når en alarm modtages på en satellittelefon må man først flytte telefonen til et område med bedre dækning før man kan modtage opkaldet.
Globalstar tilbyder en envejs data-uplinkservice, der typisk bruges til at spore telefonen.
Iridium driver en envejs pagerservice samt en opkaldsalarmfunktion.

## Prisen på satellittelefoni
Det er stadig muligt at købe gamle telefoner til Thuraya, Iridium, og Globalstar netværkene for ca. $200, men de nyeste telefoner er stadig meget dyre. Iridium 9505A, der kom ud tilbage i 2001, koster stadig et stykke over $1.000 for en ny. Da satellittelefoner er bygget til et bestemt netværk og ikke kan skifte imellem forskellige netværk, hænger prisen på håndsæt som regel sammen med netværkets kvalitet. Hvis en satellittelefonoperatør får problemer med sit netværk vil priserne på deres håndsæt falde og stige igen når en ny satellit opsendes. Ligeledes stiger håndsæt i pris når opkaldsudgifterne falder.
BGAN-terminaler er blandt de dyreste satellittelefoner, ofte i en prisklasse på flere tusind dollars. Dog tilbyder disse telefoner også bredbånd internet udover telefonfunktionaliteten. Satellittelefoner kan nogle gange købes med tilskud fra operatøren hvis man binder sig til en længere kontraktperiode, men tilskuddene er ofte kun på få hundrede dollars.
Da de fleste satellittelefoner bygges under licens eller er udliciteret til OEMer, har operatørerne stor indflydelse på priserne af håndsæt. Satellitnetværk opererer med proprietære og lukkede systemer, der gør det svært for leverandører at fremstille deres egne håndsæt.

## Virtuelle landekoder
Satellittelefoner tildeles normalt numre med en speciel telefonkode.
Inmarsat satellittelefoner tildeles numre med koderne fra +870 til +874. Tidligere blev disse koder tildelt forskellige satellitter men koderne +871 til +874 er blevet udfaset ved slutningen af 2008, så Inmarsat-brugere nu får den samme telefonkode uden hensyn til hvilken satellit deres telefon er registreret med.
Lavt jordomløb-systemer inklusiv de nedlagte er blevet tildelt nummerserier i International Telecommunications Unions Global Mobile Satellite System virtuelle telefonkode +881. Iridium satellittelefoner tildeles koderne +881 6 og +881 7. Globalstar, der er tildelt koderne +881 8 og +881 9, bruger amerikansk telefonnumre bortset for de forhandlere der ligger i Brasilien der bruger +881 serien.
Mindre regionale satellittelefonnetværk tildeles numre med +882-koden beregnet til "international netværk", der ikke kun bruges til satellittelefonnetværk.